# Kwon Hyun-sang
Pour les articles homonymes, voir Kwon (homonymie).
Dans ce nom coréen, le nom de famille, Kwon, précède le nom personnel.
Im Dong-jae (임동재), connu sous son nom de scène, Kwon Hyun-sang (권현상), né le 2 juillet 1981 à Séoul, est un acteur sud-coréen.

## Biographie

### Jeunesse
Im Dong-jae est né à Séoul. Son père, Im Kwon-taek, originaire de Gwangju, est réalisateur et scénariste. Sa mère, Chae Ryeong, est actrice. Il a également un frère, Im Dong-joon. Il a fait à Hwimun High School à Gangnam-gu et à l'université Dankook en se spécialisant dans le cinéma et le théâtre.

### Carrière
Im Dong-jae commence sa carrière d'acteur en jouant dans le film d'horreur Death Bell en 2008 et dans la série télévisée Soul en 2009.
En 2011, il est apparu dans le film Hanji réalisé par son père, Im Kwon-taek.
En 2012, il apparaît dans la série The King 2 Hearts dans le rôle de Yeom Dong-ha. Il a interprété le rôle de L dans la saison 2 de Vampire Prosecutor et le rôle de Park Joon dans le film Don't Cry Mommy.

## Filmographie

### Au cinéma
- 2008 : Death Bell
- 2010 : Death Bell 2
- 2011 : Hanji
- 2011 : The Suicide Forecast
- 2012 : Almost Che
- 2012 : Don't Cry Mommy : Park Joon
- 2012 : The Tower
- 2013 : Fists of Legend
- 2013 : A City in Blossom
- 2013 : Let Me Out : Mu-young

### À la télévision
- 2008 : Les Jolis Garçons
- 2009 : Soul
- 2010 : Master of Study
- 2011 : The Princess' Man : Lee Soong
- 2012 : The King 2 Hearts : Yeom Dong-ha
- 2012 : Vampire Prosecutor 2 : L
- 2013 : King of Ambition : Yang Taek-bae
- 2013 : The Fugitive of Joseon : Im Kkeokjeong